# I Would Die 4 U
I Would Die 4 U è un brano musicale del cantautore statunitense Prince realizzato con The Revolution e pubblicato nel 1984.

## Il brano
Si tratta del quarto singolo discografico estratto dall'album Purple Rain.
Il brano è stato registrato live nell'agosto 1983 presso il First Avenue di Minneapolis.

## Tracce
12" (USA)
1. I Would Die 4 U (single version) – 2:57
2. Another Lonely Christmas – 4:51

12" (UK)
1. I Would Die 4 U (single version) – 2:57
2. Another Lonely Christmas – 4:51
3. Free – 5:00

## Classifiche

### Classifiche settimanali
| Classifica (1984/85) | Posizione massima |
| -------------------- | ----------------- |
| Belgio (Fiandre)     | 11                |
| Canada               | 12                |
| Paesi Bassi          | 7                 |
| Regno Unito          | 58                |
| Stati Uniti          | 8                 |
| Stati Uniti (R&B)    | 11                |

### Classifiche di fine anno
| Classifica (1985) | Posizione |
| ----------------- | --------- |
| Paesi Bassi       | 85        |

## Cover
Tra gli artisti che hanno eseguito o registrato cover del brano vi sono Space Cowboy (2003), Filipp Kirkorov (2002, Ja za tebja umru), Of Montreal (dal vivo nel 2007), Chvrches (dal vivo nel 2012), White Lies (2013) e Raheem DeVaughn (2010).